# Andrew Divoff
Andrew Daniel Divoff (ryska: Андрей Дивов) född 2 juli 1955 i San Tome, är en venezuelansk film- och TV-skådespelare mest berömd som den onde Djinn i de två första Wishmaster-filmerna och som skurken Cherry Ganz i 48 timmar igen, Boris Bazylev i Air Force One, Ivan Sarnoff i CSI: Miami och Mikhail Bakunin i Lost.

## Tidigare liv
Divoff föddes i San Tome, Venezuela. Hans far är ryss och modern är venezuelan. Han bodde i Vilassar de Mar i Spanien mellan 1973 och 1977 och han kände sig främst som katalan. Han bodde sedan i USA och kunde tala åtta språk: engelska, spanska, italienska, franska, tyska, katalanska, portugisiska och ryska. Han brukade även tala rumänska men glömde språket eftersom ingen pratade rumänska med honom.

## Filmkarriär
Divoff har spelat många skurkar i filmer och TV-serier, ofta ledare i en drogkartell, och är mest känd för rollen som den onde Djinn i de två första Wishmaster-filmerna. Hans andra filmer är bland andra 48 timmar igen, Jakten på Röd Oktober, Air Force One och Toy Soldier. Divoffs medverkan i TV-serier inkluderar The A-Team, På heder och samvete och Highlander.
Divoff hade en biroll i Lost som Mikhail Bakunin, en rysk medlem i Dom andra som bor på Eldstationen DHARMA-initiativet. Han medverkade "The Cost of Living " och senare i "Enter 77" och "Par Avion". Han medverkade senare i en tillbakablick i "One of Us" och återkom i avsnittet "D.O.C.", "The Man Behind the Curtain", "Through the Looking Glass" och "The Package".
En av Divoffs senare roller var birollen som Ivan Smarnoff i CSI: Miami i säsong 7 (2008-2009). Ivan Sarnoff var en rysk maffiaboss som ägde en MMA-studio i S07E04 Raging Cannibal, Ivan höll även på en hästkapplöpning med bluff i vadslagning i S07E13 And They're Offed. Efteråt slog Ivan CSI-teamet som måltavla i S07E19 Target Specific. I det sista avsnittet av säsongen flyr Ivan från att bli mördad av en rysk gangster i S07E25 Seeing Red. Divoff spelade även huvudrollen Midnight Syndicates indieskräck-filmen The Dead Matter.

## Privatliv
Divoff var gift med den ryska skådespelerskan Raissa Danilova och har även varit förlovad med modellen och skräckförfattaren Marina Drujko.

## Filmografi i urval

### Filmer
- 1986 – Neon Maniacs (som Doc)
- 1988 – Min vän Mac (som Polisman #2)
- 1990 – Jakten på Röd Oktober (som Foxtrot Weapons Officer)
- 1990 – 48 timmar igen (som Cherry Ganz)
- 1990 – Nattarbete (som Danson)
- 1991 – Toy Soldiers (som Luis Cali)
- 1992 – Back in the U.S.S.R. (som Dimitro)
- 1992 – Hemligt vapen (som Capt. Winfield)
- 1993 – Running Cool (som Bone)
- 1993 – Extreme Justice (som Angel)
- 1994 – A Low Down Dirty Shame (som Mendoza)
- 1994 – Dangerous Touch (som Johnnie)
- 1994 – Oblivion (som Redeye / Einstein)
- 1994 – Hong Kong 97 (som Malcolm Goodchild)
- 1995 – The Random Factor (som Jake Anders)
- 1995 – The Stranger (som Angel)
- 1995 – Xtro 3: Watch the Skies (som Fetterman)
- 1995 – Magic Island (röst till Blackbeard)
- 1996 – Deadly Voyage (som Romachenko)
- 1996 – Oblivion 2: Backlash (som Jaggar / Einstein)
- 1996 – For Which He Stands (som Paulo)
- 1996 – Adrenalin: Fear the Rush (som Sterns)
- 1996 – Nemesis 4: Death Angel (som Bernardo)
- 1997 – Blast (som Omodo)
- 1997 – Air Force One (som Boris Bazylev)
- 1997 – Touch Me (som Dr. Vachenko)
- 1997 – Wishmaster (som The Djinn/Nathaniel Demerest)
- 1998 – Killers in the House (som Delaney Breckett)
- 1998 – Acapulco H.E.A.T. (som The Raven)
- 1999 – Stealth Fighter (som Roberto Menendez)
- 1999 – Wishmaster 2: Evil Never Dies (som The Djinn/Nathaniel Demerest)
- 1999 – Captured (som Robert Breed)
- 2000 – Down 'n Dirty (som Jimmy)
- 2000 – Lockdown (som Mexican Gendarme)
- 2001 – Faust: Love of the Damned (som M)
- 2001 – Blue Hill Avenue (som Detective Tyler)
- 2003 – Knight Club (som Krukov)
- 2003 – The Librarians (som Marcos)
- 2004 – Forbidden Warrior (som Ujis-Aka)
- 2004 – Moscow Heat (som Secretary Weston)
- 2005 – Dr. Rage (som Dr. Timothy Straun)
- 2005 – Sharkskin 6 (som Eddie)
- 2006 – American Dreamz (som kinesisk översättare)
- 2007 – Chicago Massacre: Richard Speck (som Jack Whitaker)
- 2007 – Treasure Raiders (som Cronin)
- 2007 – The Rage (som Dr. Viktor Vasilienko)
- 2008 – Indiana Jones and the Kingdom of the Crystal Skull (som rysk soldat)
- 2008 – Boston Strangler: The Untold Story (John Marsden)
- 2009 – Magic Man (som Rudolph Treadwell)
- 2010 – The Dead Matter (som Vellich)
- 2014 – Bad Asses (som Leandro Herrera)

### Datorspel
- Command & Conquer: Red Alert 3 (som General Nikolai Krukov), 2008
- Lost: Via Domus (som Mikhail Bakunin), 2008
- Call of Duty: Black Ops (som Lev Kravchenko), 2010
- Call of Duty: Black Ops II (som Lev Kravchenko), 2012

### TV
- The A-Team (i avsnitten "Firing Line" och "Dishpan Man"), 1986
- The Adventures of Brisco County, Jr. (i avsnittet "Pirates!" som Blackbeard LaCutte), 1993
- Walker, Texas Ranger (i avsnittet "Deep Cover" som Carlos Darius), 1995
- Highlander (avsnittet "A Bad Day in Building A" as Bryan Slade (1992) och "Little Tin God" som Gavriel Larca) (1996)
- Nash Bridges 1997, 2001
- På heder och samvete 2002, 2005
- Alias säsong 4, 2005
- The Unit säsong 1, 2006
- Lost (i avsnitten "The Cost of Living", "Enter 77", "Par Avion", "One of Us", "D.O.C.", "The Man Behind the Curtain", "Through the Looking Glass" and "The Package" som Mikhail Bakunin), 2006–2007 och 2010
- Burn Notice (i avsnittet "Comrades" som Ivan), 2008
- Leverage (i avsnittet "The Marriage Job" som Sergei), 2008
- CSI: Miami (i avsnittet "Raging Cannibal" och "And They're Offed" som Ivan Sarnoff), 2008–2009
- Law & Order: Special Victims Unit (i avsnittet "Wildlife" som André Bushido), 2008
- Criminal Minds i (avsnittet "Bloodline" som pappa), (2009)
- The Good Guys (i avsnittet "Pilot" som Pedro), 2010
- Nikita (i avsnittet "Reunion" som Krieg), 2013

### Fotnoter
1. 1 2  Andrew Divoff IMDb biography
2. ↑  ”Em sento català, fins i tot he cantat Havaneres a Calella!” (på katalanska). rac1.org. 21 maj 2010. Arkiverad från originalet den 29 juni 2012. https://archive.is/20120629233241/http://rac1.org/elmon/blog/em-sento-catala-fins-i-tot-he-cantat-havaneras-a-calella/. Läst 4 augusti 2014.
3. ↑  Toxic Shock TV - Actor Andrew Divoff Interview
4. ↑  Distribution News for Midnight Syndicate's The Dead Matter